# Kanton Port-Saint-Louis-du-Rhône
Der Kanton Port-Saint-Louis-du-Rhône war von 1932 bis 2015 ein französischer Wahlkreis im Arrondissement Arles, im Département Bouches-du-Rhône und in der Region Provence-Alpes-Côte d’Azur. Er umfasste nur das Gebiet der Gemeinde Port-Saint-Louis-du-Rhône. Die landesweiten Änderungen in der Zusammensetzung der Kantone brachten im März 2015 seine Auflösung.